# アメリカン・ブルース
アメリカン・ブルース（American Blues）は、1960年代、テキサス州を拠点とし、13thフロア・エレベーターズに影響を受けたサイケデリック・スタイルのブルース・ロックを演奏していたロックバンド。

## 概要
後にZZトップのメンバーとなるダスティ・ヒルとフランク・ベアードが在籍していたことでも知られる。1966年から1968年まで、彼らはダラス・フォートワース・ヒューストンのサーキットで演奏し、ダラスではモッキンバード・レーンの "The Walrus "などのクラブで、ヒューストンではアレンズ・ランディングの "Love Street Light Circus Feel Good Machine "で、1968年末にはすべて "The Cellar "と呼ばれる3つのクラブでヘッドライナーを務めた。
1968年頃、バンド（ロッキーとダスティ、2人のヒル兄弟とベアード）はダラス・フォートワース地域を離れ、ヒューストンに移転することを決めた。しかしこの時、ギタリストのロッキー・ヒルは "ストレート・ブルース "に専念することを望み、弟のダスティはバンドにもっとロックを求めていた。ロッキーはバンドを去り、残りの2人はその頃に結成されたZZトップに加入した。
ロッキー・ヒルはテキサス州内外でツアーを続け、ロッキー・エイシスやチャーリー・セクストンなど、ブルース・ギターの腕前で州内に知られる数多くのギタリストのひとりとなった。彼は自らを "アンチ・クラプトン "と呼ぶこともあり、ヒューストン・プレス紙のあるライターは、ロッキーを "テキサスのホワイトボーイ・ブルース・ギタリストの中で、おそらくステージ上でもステージ外でも最もワイルドで恐ろしいギタリスト "と呼んだ。

## Members
- ロッキー・ヒル – guitar
- ダスティ・ヒル – bass
- リチャード・ハリス – drums
- ダグ・デイヴィス – piano on "Mellow"
- フランク・ベアード – drums
- リック・スティード – drums

## アルバム
- American Blues 'Is Here' 1968
- American Blues 'Do Their Thing'  1968[3]